# Barátok közt (1. évad)
A Barátok közt 1. évadát (1998. október 26. – 1999. június 16.) 1998. október 26-án kezdte sugározni az RTL Klub.

## Az évad cselekménye
A sorozat ott kezdődik, hogy a fő helyszínt adó Mátyás király tér 1. alatti ház felújítása zajlik. A felújítási munkát a Berényi Testvérek Építőipari Kft. végzi, melynek vezetője Berényi Zoltán, akinek neve nemcsak az építőiparban, hanem az alvilágban is ismert volt. Testvére, a mindig tiszta utat választó Berényi András, aki büszke családapa, két gyermek, Berényi Kata és Berényi Dani édesapja. Felesége Berényi Zsuzsa, aki gyermekéveit is ebben a házban töltötte, mert akkor ott még egy árvaház működött. A házban dolgozott vagy lakott a szereplők többsége. A harmadik, legkisebb fivér Berényi Miklós, aki általában az illegális, és alvilági ügyekbe mászik bele. Berényi Zoltán, – aki tehát abban a házban nőtt fel, amit felújít – mindenkinek lakást adott a házban, akinek köszönhet valamit. Gyermekkori barátainak és lakótársainak, Juhász Gabinak, Dr. Balogh Nórának, illetve egykori nevelőinek, Kertész Vilmosnak és Kertész Magdolnának. A lehetőséggel mindenki élt, kivéve Balogh ügyvédnő, hisz neki volt egy saját lakása, de sokat bukkant fel így is a házban. A ház földszintjén a Rózsa Bisztró áll, melyet Juhász Gabi vezet. A házba nemcsak a régi lakótársak költöztek be, hanem Berényiék jobb keze, Hoffer József és két gyermeke, Hoffer Eszter és Hoffer Mihály. Az első részben Berényi Zoltán és sofőre, Csurgó István halálos balesetet szenvedett, melyet Berényiék legnagyobb riválisa, Nagy Ferenc okozott. A balesetben Berényi Zoltán életét vesztette, így hagyta magára feleségét, Berényi Claudiát, és fiát Berényi Ákost. Zoltán házas volt, de mindig volt legalább egy, vagy két nő az életében Claudián kívül. A halála előtt közvetlenül két nővel csalta a feleségét, Marosi Krisztinával (Miklós későbbi barátnőjével), és Berényi Zsuzsával, a sógornőjével. Érdekesség, hogy Zoltán halálának napján fogant meg András nevelt fia, Berényi Bandika. Claudia nem sokáig gyászolta férjét. Zoltán halála után nem sokkal összejött Dr. Fenyvessy Sándor ügyvéddel, akit leginkább a Claudiára hagyott villa, és pénz érdekelt. Nagy Ferencet nem vonták felelősségre a halálos közúti baleset okozása miatt, de az országból elmenekült. Novák Laci, aki leginkább a nőügyeiről vált híressé, éppen akkor szakított volt barátnőjével, biztosra vette, hogy egykori barátnőjéhez, Juhász Gabihoz beköltözhet. Gabi előbb ellenkezett, majd végül mégis befogadta Lacit, és elhatározták, hogy gyereket akarnak. Eközben a házba költözött Laci fia, Csaba, és volt felesége, Éva, aki egy fodrászatot üzemeltetett a Rózsa Bisztró mellett. Zoltán halála után Miklós összejött Marosi Krisztinával. Eközben Novák Laci alvilági ügybe keveredett, így Bartha Zsolt, és emberei felkeresték (Zsolt akkoriban egy night clubot üzemeltetett), így került Zsolt a történetbe, aki Csurgó Istvánnal, és barátnőjével, Kertész Mónikával költözött be a házba. Az évad vége felé Hoffer Mihály apja bőröndjében talált egy cikket, miszerint lerombolták engedély nélkül egy szegény család házát. Misi, apja pénzét lopva elkezdte segíteni a Kozák családot olyan luxuscikkekkel, amik Hofferéknek is kellenek. 1999 tavaszán megszületett Berényi Zsuzsa és Berényi Zoltán közös gyermeke, Berényi András (Bandika), akinek születésénél nem András, hanem Berényi Ákos volt ott, és segített. Berényi Miklós alvilági üzletekbe keveredett, de emiatt nem vonták felelősségre. Miklós, akit közben több meglepetés ért, például felbukkant Sági Rita, Csurgó és Miklós egykori szerelme, aki közölte Miklóssal, hogyha nem szakít Krisztával, és nem jön vele össze, akkor börtönbe fogja juttatni. Miklós nemet mondott, így Rita ezek után okozott Miklósnak némi kellemetlenséget. Az évad végén Nagy Ferenc visszatért Magyarországra, hogy folytassa a bosszúját a Berényieken. Kitalálta, hogy elrabolja Krisztát, és megöli. Ez a terve bejött, csak éppen arra nem számított, hogy Rita is bosszút akar állni Miklóson. Rita kiszabadította Krisztát, és felrobbantotta Nagy Ferencet úgy, hogy Miklós kulcsát eldobta a robbantás helyszínén. Eközben pedig Bandika keresztelője volt, ahol Miklós – nagy nehezen – keresztapa lett, Juhász Gabi pedig keresztanya, így amikor Bandika megkapja a keresztvizet, Nagy Ferenc felrobban. Így ért véget az első évad.

## Az évad szereplői

### Főszereplők
- Berényi András (R. Kárpáti Péter)
- Berényi Ákos (Somorjai Tibor)
- Berényi Claudia (Ábrahám Edit)
- Berényi Dani (Váradi Zsolt)
- Berényi Kata (Juga Veronika)
- Berényi Miklós (Szőke Zoltán)
- Berényi Zsuzsa (Csomor Csilla)
- Dr. Balogh Nóra (Varga Izabella)
- Hoffer Eszter (Konta Barbara)
- Hoffer József (Körtvélyessy Zsolt)
- Hoffer Mihály (Halász Gábor)
- Juhász Gabi (Pető Fanni)
- Kertész Magdi (Fodor Zsóka)
- Kertész Mónika (Farkasházi Réka)
- Kertész Vilmos (Várkonyi András)
- Novák Csaba (Kőváry Tamás)
- Novák Éva (Csapó Virág)
- Novák László (Tihanyi-Tóth Csaba)

### További szereplők
- Csurgó István (Kiss Zoltán)
- Bartha Zsolt (Rékasi Károly)
- Marosi Krisztina (Ullmann Mónika)
- Dr. Fenyvessy Sándor (Oberfrank Pál)
- Nagy Ferenc (Salinger Gábor) 1999. júniusig, meghalt)
- Sági Rita (Fésűs Nelly)
- Farkas Erzsébet (Várnagy Katalin)
- Szabó Yvette (Zoltán Erika)
- Kozák Luca (Fényes Erika) (1999. júniustól)
- Kozák Mária (Bárdos Margit)
- Tolnai György (Kovács István)
- Tóth Tibor (Tűzkő Sándor)
- Németh Tamás (Csilling Tibor)
- Módos Mercédesz (Geszler Dorottya)
- Nagy Veronika (Lengyel Kati)
- Sziráki Károly (Péterfai Tamás)
- Berényi Zoltán (Gáspár Tibor) (első két epizód, autóbalesetben meghalt.)
- Adrienne (Veres Veronika)
- Klaudia barátnője (Hullan Zsuzsa)
- Mészáros Virág (Horváth Erika)
- Zombori Attila (Rázga Miklós)